# Exotela hera
Exotela hera är en stekelart som först beskrevs av Nixon 1937.  Exotela hera ingår i släktet Exotela och familjen bracksteklar. Arten är reproducerande i Sverige. Inga underarter finns listade i Catalogue of Life.